# Andrew Ilie
Andrew Ilie (ur. 18 kwietnia 1976 w Bukareszcie) – australijski tenisista pochodzenia rumuńskiego, reprezentant w Pucharze Davisa, olimpijczyk.

## Kariera tenisowa
Praworęczny Ilie, który bekhend grał jedną ręką, znany był jako ekspresyjny gracz, szukający efektownych rozwiązań na korcie. Jednym z jego popisowych uderzeń był drajw-wolej z backhandu. Od French Open 1999 wprowadził na korty nowy zwyczaj – po ważnym dla siebie zwycięstwie w ramach triumfalnych gestów rozdzierał na sobie koszulkę. Miał opinię jednego z nielicznych graczy australijskich potrafiących grać na wolnym korcie ziemnym.
Treningi tenisowe rozpoczął w Rumunii, skąd przeniósł się z rodzicami do Australii jako 13-latek (wkrótce otrzymał obywatelstwo australijskie). Zaliczał się do światowej czołówki juniorów, sezon 1994 kończąc jako 8. zawodnik rankingu juniorów, z finałem Australian Open (przegrał z Benem Ellwoodem), ćwierćfinałem US Open oraz wygraną międzynarodowych mistrzostw Kanady. W tym samym roku oficjalnie rozpoczął karierę zawodową, którą kontynuował do jesieni 2003 roku.
W 1995 roku dzięki dzikiej karcie debiutował w męskim Wielkim Szlemie w Australian Open, ale start zakończył na 1 rundzie. Lepiej powiodło mu się kilka miesięcy później na French Open w Paryżu, gdzie przeszedł eliminacje, a w turnieju głównym pokonał Richarda Krajicka, by odpaść w 3 rundzie z Junusem al-Ajnawim. Latem 1995 roku wygrał pierwszy turniej o randze ATP Challenger Tour, w Lillehammer, a w grudniu tegoż roku kolejny, w Perth. W kolejnych latach grał głównie w imprezach ATP Challenger Tour, a w 1997 roku stracił znaczną część sezonu z powodu kontuzji.
Na początku sezonu 1998, podczas Australian Open osiągnął 3 rundę, w której odpadł z Marcelo Ríosem, a w kwietniu tegoż roku odniósł pierwsze turniejowe zwycięstwo z cyklu ATP World Tour, w Coral Springs. W decydującym meczu pokonał Davide Sanguinettiego. Do 3 rundy doszedł także na French Open, gdzie odpadł z Carlosem Moyą.
W 1999 roku awansował w Australian Open do 4 rundy. Osiągnął także półfinał w Dubaju, pokonując wicelidera rankingu Àlexa Corretję oraz Gustavo Kuertena i Petra Kordę, by odpaść z Nicolasem Kieferem.
W 2000 roku wygrał drugi turniej ATP World Tour, w finale w Atlancie pokonując Jasona Stoltenberga. W tym samym roku był w finale w Sankt Pölten, gdzie poniósł porażkę z Andreim Pavelem. Wystąpił także na igrzyskach olimpijskich w Sydney, z których został wyeliminowany w 1 rundzie przez Fernando Vicente.
W 2001 roku Ilie ponownie doszedł do 4 rundy Australian Open, pokonując m.in. Juana Carlosa Ferrero, a ulegając późniejszemu zwycięzcy Andre Agassiemu. W marcu odniósł zwycięstwo w Scottsdale nad byłym liderem rankingu Pete'em Samprasem, pokonał w ciągu roku także dwukrotnie innego amerykańskiego weterana, Michaela Changa. W dalszej części sezonu był jeszcze w kilku ćwierćfinałach turniejowych oraz w półfinale w Hongkongu.
W rankingu gry pojedynczej Ilie najwyżej był na 38. miejscu (29 maja 2000), a w klasyfikacji gry podwójnej na 296. pozycji (12 czerwca 2000).
W lutym 2002 roku Ilie został powołany na rozgrywki o Puchar Davisa przeciwko Argentynie, jednak uległ Gastonowi Gaudio i Juanowi Ignacio Cheli. Ostatecznie Argentyna triumfowała w rywalizacji 5:0.

### Finały w turniejach ATP World Tour
| Nazwa                         |
| ----------------------------- |
| Wielki Szlem                  |
| Igrzyska olimpijskie          |
| Tennis Masters Cup            |
| ATP Masters Series            |
| ATP International Series Gold |
| ATP International Series      |

#### Gra pojedyncza (2–1)
| Końcowy wynik | Nr | Data             | Turniej       | Nawierzchnia | Przeciwnik         | Wynik finału  |
| ------------- | -- | ---------------- | ------------- | ------------ | ------------------ | ------------- |
| Zwycięzca     | 1. | 10 maja 1998     | Coral Springs | Ceglana      | Davide Sanguinetti | 7:5, 6:4      |
| Zwycięzca     | 2. | 16 kwietnia 2000 | Atlanta       | Ceglana      | Jason Stoltenberg  | 6:3, 7:5      |
| Finalista     | 1. | 28 maja 2000     | Sankt Pölten  | Ceglana      | Andrei Pavel       | 5:7, 6:3, 2:6 |